# Chaetolopha incurvata
Chaetolopha incurvata là một loài bướm đêm trong họ Geometridae.